# Aglaophenia septata
Aglaophenia septata är en nässeldjursart som beskrevs av James Cunningham Ritchie 1907. Aglaophenia septata ingår i släktet Aglaophenia och familjen Aglaopheniidae. Inga underarter finns listade i Catalogue of Life.